# Кычёв, Валерий Николаевич
Валерий Николаевич Кычёв (11 марта 1930, Крюкова, Уральская область — 8 марта 2005, Челябинск) — советский учёный и педагог в области машиностроения, доктор технических наук (1997), профессор (1990). Заслуженный работник высшей школы Российской Федерации (2004).

## Биография
Валерий Николаевич Кычёв родился 11 марта 1930 года в крестьянской семье в деревне Крюковой Титовского сельсовета Мехонского района Шадринского округа Уральской области РСФСР, ныне деревня не существует, её территория входит в Шадринский муниципальный округ Курганской области.
С 1944 года в период Великой Отечественной войны, в возрасте четырнадцати лет, начал свою трудовую деятельность в местном колхозе. В 1946 году окончил с отличием 7 классов Нижнеполевской школы Шадринского района Курганской области. 
В 1950 году окончил Шадринский автомеханический техникум по специальности «литейное производство». С 1950 по 1955 годы обучался на факультете механизации Челябинского института механизации и электрификации сельского хозяйства, окончил с отличием.
С 1955 года начал свою педагогическую деятельность в Верхнеуральском техникуме механизации и электрификации сельского хозяйства: с 1955 по 1957 годы работал в должности преподавателя, с 1957 по май 1959 года — директора этого техникума. 
С 1959 по 2004 годы, в течение сорока пяти лет занимался преподавательской и научно-исследовательской деятельностью в Челябинском институте механизации и электрификации сельского хозяйства: с 1959 по 1962 годы — аспирант по кафедре тракторы и автомобили, с 1962 по 1965 годы — ассистент, с 1965 по 1971 годы — доцент, в 1971 по 1973 годы — декан факультета заочного образования, с 1973 по 1980 годы проректор по учебной работе, с 1980 по 1995 годы — заведующий кафедрой, с 1995 по 2004 годы — профессор.
В 1964 году защитил диссертацию на соискание учёной степени кандидата технических наук по теме «Гидропневматический стартер для пуска дизельных двигателей». В 1997 году защитил диссертацию на соискание учёной степени  доктора технических наук по теме: «Повышение производительности машинно-тракторных агрегатов на основе эффективного использования установленной мощности двигателей энергонасыщенных тракторов». С 1965 года был членом специализированного совета по защите кандидатских диссертаций. В 1965 году присвоено учёное звание доцента, в 1990 году присвоено учёное звание профессора.
В 1972—1987 годах был членом Челябинского областного комитета народного контроля.
Многие научные изобретения и результаты научно-исследовательских работ В. Н. Кычева были внедрены в производство на таких предприятиях как: Лидсельмаш, Алтайский, Минский и Онежский тракторные заводы, Уральский автомобильный завод, Научно-производственные объединения «Целинсельхозмеханизация», «Карагандасельмаш» и «Грузинсельмаш». В. Н. Кычев является автором более ста научных работ в области теории тракторов и автомобилей, под его непосредственном руководством были защищены 24 кандидатские и 1 докторская диссертации..
21 сентября 2003 года Указом Президента России «За большой вклад в развитие сельского хозяйства, перерабатывающей промышленности  и многолетний добросовестный труд», В. Н. Кычев был удостоен почётного звания Заслуженный работник высшей школы Российской Федерации.
Валерий Николаевич Кычёв скончался 8 марта 2005 года в городе Челябинске Челябинской области. Похоронен <где?>.

## Награды и звания
- Заслуженный работник высшей школы Российской Федерации, 21 сентября 2003 года[4]
- Орден «Знак Почёта»[1]
- 4 медали
- Почётный знак «За отличные успехи в области высшего образования СССР».
- Бронзовая медаль ВДНХ

## Научные труды
Опубликовал более 100 научных работ, в т. ч. 5 учебных пособий и курсов лекций по основам теории тракторов и автомобилей.
- Кычев В.Н. Тяговая характеристика трактора с гидромеханической трансмиссией и с двигателем постоянной мощности. — Челябинск: ЧИМЭСХ, 1983. — 44 с.
- Кычев В.Н. Пути повышения использования мощности двигателя сельскохозяйственного трактора. — Челябинск: ЧИМЭСХ, 1987. — 58 с. — 500 экз.[5]
- Кычев В.Н. Проблемы и пути реализации потенциальных возможностей машино-тракторных агрегатов при увеличении энергонасыщенности тракторов. — Челябинск: ЧИМЭСХ, 1989. — 83 с.
- Кычев В.Н., Старцев А.В. Влияние конструкции и условий эксплуатации на устойчивость и управляемость автомобилей, колёсных тракторов и МТА на их базе. — Челябинск: ЧГАУ, 1995. — 38 с. — 50 экз. — ISBN 5-18856-042-6.[6]
- Кычев В.Н., Курчатов Б.В. Влияние конструкции и условий эксплуатации на энергетические показатели сельскохозяйственных тракторов. — Челябинск, 2000. — 50 с. — ISBN 5-88156-186-4.
- Кычев В.Н., Бердов Е.И. Основы теории и анализ конструкций тракторов и автомобилей. — Челябинск, 2004. — 140 с. — ISBN 5-88156-323-9.